# Synopeas rigidicornis
Synopeas rigidicornis är en stekelart som beskrevs av Förster 1861. Synopeas rigidicornis ingår i släktet Synopeas och familjen gallmyggesteklar. Inga underarter finns listade i Catalogue of Life.